# Catarina Pajume
Catarina Pajume foi vice-ministra de Agricultura de mocambique no segundo mandato do presidente Armando Emilio Guebuza.
Data de nascimento: 06 de Setembro de 1959
Local de nascimento: Muidumbe (Cabo delgado)
Data de Falecimento: 12 de Outubro de 2018
Local de Falecimento: Hospital central de Maputo (Maputo)

Filiacao
Pai: Pajume Tupa Alale ( Comerciante e revolucionario da Arte Maconde UJAMAH)
Mae: Sabina Estevao( Agricultora e Juiza Eleita).
Filhos: Sara Kassim; Humphrey Kassim; Olinda Kassim e Tzinda Kassim.

Tendo sido a primeira rapariga a finalizar o ensino elementar na aldeia de Mwengue em Tanzania, Catarina Pajume rumou a Dar-Es-Salam onde prosseguiu os eestudos, ate o ensino medio. Mais tarde, ja em Pemba; trabalhou como tradutora de portugues-kiswahili na radio mocambique, emissao provincial. Desempenhou tambem funcoes de: fiel de armazem-MECANAGRO; Secretaria executiva-Caminhos de Ferro de Mocambique; Colaboradora do Projecto Corredor de Maputo-Ministerio dos Transportes e Comunicacoes; Analista de Credito e Despachante Aduaneira-Standard Bank; Tecnica de Credito-Barclays Bank; Vice-Ministra da Agricultura, Presidente do SETSAN-Mocambique e Vogal do Conselho de Administracao do STEMA.   